# Kate Conway
Kate Conway (née à Mississauga le 17 juin 1986) est une actrice canadienne anglophone (région de Toronto).
Elle est principalement connue dans le milieu de la websérie, pour incarner Rose Miller, rôle principal de la websérie LGBT, Out With Dad maintes fois récompensée,,,.

## Filmographie

### Long Métrage
- 2018 : Alone We Fight de Justin Lee : Lt. Jackie

### Courts Métrages
- 2012 - Swan Asleep : Kara

### Internet

#### Webséries
- 2010/... - Out With Dad : Rose Miller (Version doublée retransmise sur France 4 - V.F. : Lisa Caruso)[6]
- 2012 - The Gate : Jennifer (Épisode "He Had it Coming"')[7]
- 2013 - Out of Time : Meredith / Melanie Theaker (S1E08 : Requiem)[8]

## Nominations et Distinctions
Kate Conway a obtenu les nominations et reçu les distinctions suivantes, :
| Récompenses       | Total       | Total | 2011 | 2011 | 2012 | 2012 | 2013 | 2013 | 2014 | 2014 | 2015 | 2015 |
| Récompenses       | Nominations | Prix  | Nom. | Pr.  | Nom. | Pr.  | Nom. | Pr.  | Nom. | Pr.  | Nom. | Pr.  |
| ----------------- | ----------- | ----- | ---- | ---- | ---- | ---- | ---- | ---- | ---- | ---- | ---- | ---- |
| Indie Soap Awards | 5           | 2     | 1    | 0    | 1    | 1    | 1    | 0    | 1    | 1    | 1    | TBD  |
| LA WebFest        | ---         | 2     | Sel. | 1    | Sel. | 1    | Sel. | 0    | Sel. | 0    | TBD  | TBD  |

Note : TBD signifie to be defined, soit « pas encore défini ».

### 2011
2e Indie Soap Awards (2011) (un seul gagnant dans la même catégorie)
- Nommée pour la catégorie "Meilleure Première Performance"

LA Web Series Festival 2011 (prix multiples dans la même catégorie)
- 1er Rôle Féminin Remarquable dans une Série Dramatique (Outstanding Lead Actress in a Drama Series) : Kate Conway

### 2012
3e Indie Soap Awards (2012) (un seul gagnant dans la même catégorie)
- Meilleure Actrice, Drame (Best Actress (Drama), 1re nomination)

LA Web Series Festival 2012 (prix multiples dans la même catégorie)
- Casting Remarquable dans un Drame (Outstanding Ensemble Cast in a Drama) :
 Kate Conway, Will Conlon, Lindsey Middleton, Corey Lof, Laura Jabalee, Darryl Dinn, Jacob Ahearn, Wendy Glazier, Robert Nolan.

### 2013
4e Indie Soap Awards (2013) (un seul gagnant dans la même catégorie)
- Nommée pour la catégorie "Meilleure Actrice, Drame" (2e nomination)

### 2014
5e Indie Soap Awards (2014) (un seul gagnant dans la même catégorie)
- Meilleure Actrice, Drame (Best Actress (Drama) : 2e fois & 3e nomination

4e Streamy Awards (2014)
- Nommée officielle catégorie "Actrice dans un Drame (Official Nominee Actress in a Drama))"

### 2015
6e Indie Soap Awards (2011), (un seul gagnant dans la même catégorie)
- Nommée pour la catégorie "Meilleure Actrice, Drame" (4e nomination consécutive)

## Liens Externes
- « Kate Conway » (présentation), sur l'Internet Movie Database
- Out with Dad, Casting